# 표도르 튜체프
표도르 이바노비치 튜체프(러시아어: Фёдор Ива́нович Тю́тчев, 1803년~1873년)는 러시아의 서정시인이다. 모스크바 태생의 귀족 출신으로서 평생을 외교관 생활로 보냈다. 처음에 알렉산드르 푸시킨 그룹의 한 사람으로 출발했으나 거의 관심을 끌지 못했고 후에 니콜라이 네크라소프의 소개로 각광을 받았다. 자연을 테마로 한 철학시가 많고 범신론·이원론적이다. 현실 세계와 이를 지배하는 카오스의 바다 대립을 낮과 밤, 빛과 어둠, 선과 악, 사랑과 죽음 등의 상징으로 나타냈는데 후의 상징파에 큰 영향을 끼쳤다.

## 생애
튜체프는 1803년 모스크바 근교 옵스투그에서 오래된 귀족 가문의 아들로 태어났다. 유년시절의 대부분을 옵스투그에 있는 가문의 영지에서 보냈다. 그의 가족들은 전통적인 가부장제에 입각한 지주의 풍습을 고수하고 있었다. 그런 가운데 튜체프는 훌륭한 가정교육을 받았으며, 튜체프 자신 또한 어린 시절부터 학업에 대한 특별한 열정을 보였다. 그의 가정교사는 시인이자 번역가로 유명했던 라이치(C. E. Raich, 1792∼1855)였는데, 라이치는 튜체프에게 고대문학과 고전 이탈리아 문학을 탐독하게 했다. 열두 살이 되던 해에 튜체프는 라이치의 도움을 받아 그리스·로마시대 시인들의 시를 번역하기도 했으며, 그 시를 모방한 시를 쓰기도 했다.
1819년 튜체프는 모스크바 대학교의 문학창작부에 입학했다. 이때 그는 포고딘(M. Погодин), 셰비레프(С. Шевырев), 오도옙스키(В. Одоевский)와 깊은 우정을 나누었으며, 그 결과 슬라브주의자로서의 시각을 형성하게 된다. 튜체프는 학업에 정진하면서도 많은 시를 썼다. 하지만 튜체프는 학업을 마치자 뮌헨에 있는 러시아 공관에 외교관으로 파견되어 러시아를 떠난다.
유럽 문화의 중심지라고 할 수 있는 뮌헨에서 튜체프는 소신 있는 외교관이자 문학 애호가로 알려지면서 사교계의 주요 인물이 된다. 이때 그는 셸링과 개인적인 친분을 맺게 되면서 독일 낭만주의와 철학에 깊은 관심을 갖게 되었으며, 하이네와는 절친한 친구였다. 튜체프는 하이네의 시를 러시아어로 번역한 최초의 시인이기도 하다. 하이네 외에 실러와 괴테의 시를 러시아어로 번역하기도 했다. 한편, 이 당시 튜체프가 쓴 자작시들은 ＜망원경＞, ＜북방의 선율＞이라는 러시아 잡지에 종종 실리기도 했다.
1826년 튜체프는 페테르손(E. Peterson)과 첫 번째 결혼을 했다. 결혼 후에도 튜체프는 다른 여자와 몇 번의 로맨스를 가짐으로써 스캔들의 주인공이 되기도 했는데, 그중 데른베르크(E. Dernberg)와의 로맨스는 크게 물의를 일으켜 결국 뮌헨에서 토리노로 좌천되는 계기가 되었다. 더욱이 튜체프는 1838년 첫 번째 아내가 페테르부르크로 가는 배의 침몰로 인해 사망하자 데른베르크와 재혼하고자 했다. 이때 튜체프는 근무지를 무단이탈해 스위스로 갔고, 그 결과 외교관으로서의 자격마저 박탈되기도 했다.
그 이후 몇 년간 독일에 머물러 있던 튜체프는 1844년 러시아로 귀환했다. 그리고 1843년부터 러시아와 서구에 대한 저술에 전념했다. 그 저술에서 튜체프는 러시아와 동유럽의 연합에 대한 필요성을 역설했고, 러시아를 중심으로 한 전 슬라브 민족의 통합을 주장했다. 이러한 정치적 견해는 니콜라이 1세의 관심을 불러일으켰고, 황제는 튜체프를 다시 관직에 복귀시켰다. 1848년 튜체프는 페테르부르크 외무부에 특채로 다시 들어가게 되었고, 외국에서 들어오는 서적 검열을 총괄하는 책임자로 일하게 되었다. 그리고 튜체프는 곧 페테르부르크 사교계의 거물급 인사가 되었다. 그의 재치 있는 입담과 박식함, 노련한 대화술 등은 많은 사람들을 감탄하게 했다. 이와 때를 같이해 그의 시 역시 새롭게 유명세를 타기 시작했다. 1850년 ＜현대인＞에 튜체프의 시는 다시 게재되었다. 이와 더불어 네크라소프(Н. Некрасов)의 비평도 실렸다. 네크라소프는 자신의 비평에서 튜체프를 푸시킨과 레르몬토프에 견줄 만한 위대한 시인으로 칭송했다. 이후 투르게네프(И. Турге́нев)의 주선으로 튜체프의 시집이 발간되었다. 당대의 많은 시인들 역시 튜체프를 러시아 최고 시인의 한 사람으로 평가했다.
1850년은 튜체프의 일생에 획기적인 사건이 일어난 해다. 이때 그는 거의 딸과 비슷한 나이인 데니시예바(E. Денисьева)를 만났고, 그녀와 사랑에 빠지게 된 것이다. 결혼 생활을 유지하는 가운데 이루어진 데니시예바와의 사랑은 사교계의 큰 가십거리가 되었으며, 그로 인해 데니시예바는 자신의 가문에서 축출되기까지 했다. 데니시예바는 세 명의 아이를 낳았지만 그녀는 튜체프를 사랑하는 대가를 처절하게 치러야 했으며, 1864년 짧았던 생을 마감하게 된다. 사인은 폐렴이었다.
데니시예바가 죽고 난 후 튜체프는 깊은 죄의식 속에 살았으며, 데니시예바를 향한 그리움과 죄의식을 시로 풀어냈다. 러시아에 머물 수 없어서 1년간 외국에 머물기도 했다. 방황을 마치고 러시아로 돌아온 그는 또 다른 슬픔을 경험해야 했다. 데니시예바와의 사이에서 낳은 두 명의 아이가 죽었고, 어머니와 유일한 동생이 연이어 사망했기 때문이다. 이때의 심정은 ＜오랫동안 나와 함께한 아우에게… (Брат, столько лет сопутствовавший мне...)＞(1870)라는 시에 잘 나타나 있다. 이 시에서 튜체프는 이미 자신의 삶도 거의 끝났음을 예견하고 있다. 그리고 3년 후, 1873년 6월에 사망했다.

## 같이 보기
- 아파나시 페트